# Щербатов, Иван Иванович
Князь Иван Иванович Щербатов (ум. после 1730) — стольник, поручик, капитан и воевода.
Представитель княжеского рода Щербатовых. Единственный сын воеводы князя Ивана Фёдоровича Щербатова (? — 1672).

## Биография
В 1683 году упоминается в качестве стольника вдовствующей царицы Марфы Матвеевны (урожденной Апраксиной), второй жены царя Фёдора Алексеевича.
В 1687 году во время первого крымского похода находился в большом полку под командованием ближнего боярина князя Василия Васильевича Голицына.
В 1688—1689 годах сопровождал царей Петра Алексеевича и Ивана V Алексеевича в Звенигород в Саввин монастырь и Троице-Сергиев монастырь, помещен в список «стольников зимних походов». 
В 1692 году упоминается в чине комнатного стольника.
В 1698 году зачислен и получил чин поручика Семёновского полка, в 1700 году — судья Сыскного приказа.
В 1711 году капитан-поручик.
В 1712—1714 годах — воевода (правитель) в Вятке. 
В 1716 году — адъютант.
В 1719 году получил чин капитана и выбыл из Семёновского полка (1722).
В 1730 году будучи болен, просил Синод о разрешении постригся в монахи в Юхновском монастыре Мещовского уезда.Синод запросил жену князя о согласии на постриг мужа и получив таковое, разрешил ему постричься.
Владел вотчинами в Московском уезде.

## Семья
Женат дважды:
1. Мария Давыдовна урождённая Племянникова (с 1686) — двоюродная сестра царицы Евдокии, в приданое дано поместье в Галичском уезде.
2. Агафья Александровна урождённая Волынская (с 1698) — дочь Александра Дмитриевича Волынского и (вероятно) Аграфены Фёдоровны Салтыковой.

Дети:
- Князь Щербатов Семён Иванович (? — 1755) — по делу царевича Алексея Петровича подвергся наказанию кнутом,   обрезанию носа и языка, сослан в Пустозёрск (1718), возвращён из ссылки (1727). коллежский советник.
- Князь Щербатов Тимофей Иванович (? — 1762) — гардемарин (1715), на службе в Венеции (1718), капитан 1-го ранга (1735).
- Князь Щербатов Сергей Иванович — отправлен в Голландию для образования (1710-1713) и возвратился в Россию "вне ума", как доносил князь Львов.
- Князь Щербатов Алексей Иванович (? — 1740) — гардемарин (1717), мичман (1721), капитан 1-го ранга, имел загородный дом в Москве, которым владел его отец (1716).
- Княжна Анна Ивановна — жена князя Николая Григорьевича Волконского.

## Критика
По вотчинным книгам трёх городов жену князя Ивана Ивановича звали Марией Давыдовной урождённой Племянниковой, между тем у князя П.В. Долгорукова она названа Авдотьей Фёдоровной тоже Племянниковой. Это у П.В. Долгорукова или ошибка, или князь Иван Иванович был женат на трёх жёнах, из которых две Племянниковы.
В Сборнике русского Императорского общества указывается, что княгиня Аграфена (Агафья) Александровна Щербатова урождённая Волынская состояла при императрице Анне Ивановне и была её любимицей, а в 1740 году играла при ней роль шутихи. Неизвестно, звали ли жену князя Ивана Ивановича ещё Аграфеной, но известно, что шутихой была княжна Щербатова Аграфена Александровна, только урождённая Прозоровская и жена князя Фёдора Андреевича Щербатова, а на 1740 год Агафье Александровне было не менее 60 лет, и потому трудно предположить чтобы она исполняла роль шутихи.